# Croix de pierre de Dechy
Pour les articles homonymes, voir Croix de Pierre (homonymie).
La croix de pierre de Dechy est une croix en grès située au croisement de la départementale 645 et de la rue Casimir Beugnet à Dechy, dans le département du Nord, en France. Édifiée en 1593, elle est rénovée en 1818.

## Description
Il s'agit d'une croix de grès haute de 4,16 mètres sur laquelle figure l'année 1593. Elle commémore la fin des guerres de religion et porte sur sa partie la plus large une inscription en latin signifiant « Triomphe de la foi catholique romaine, année 1593 ». D'autres inscriptions ont été portées sur le socle : « que le Christ soit glorifié » et « la croix est exaltée dans les hauteurs ».
Une pierre installée à son sommet fait savoir que la croix a été rétablie en 1818 par Rosalie Jacquart, veuve Payen. Non loin de là, sur un mur de l'église Saint-Amand, une pierre mise en place au-dessus d'une porte est gravée « 1804. je fus ici posée par Louis Payen et Rosalie Jacquart, cultivateurs ».
En face de cette croix, la Compagnie des mines d'Aniche a édifié la cité de la croix de pierre.

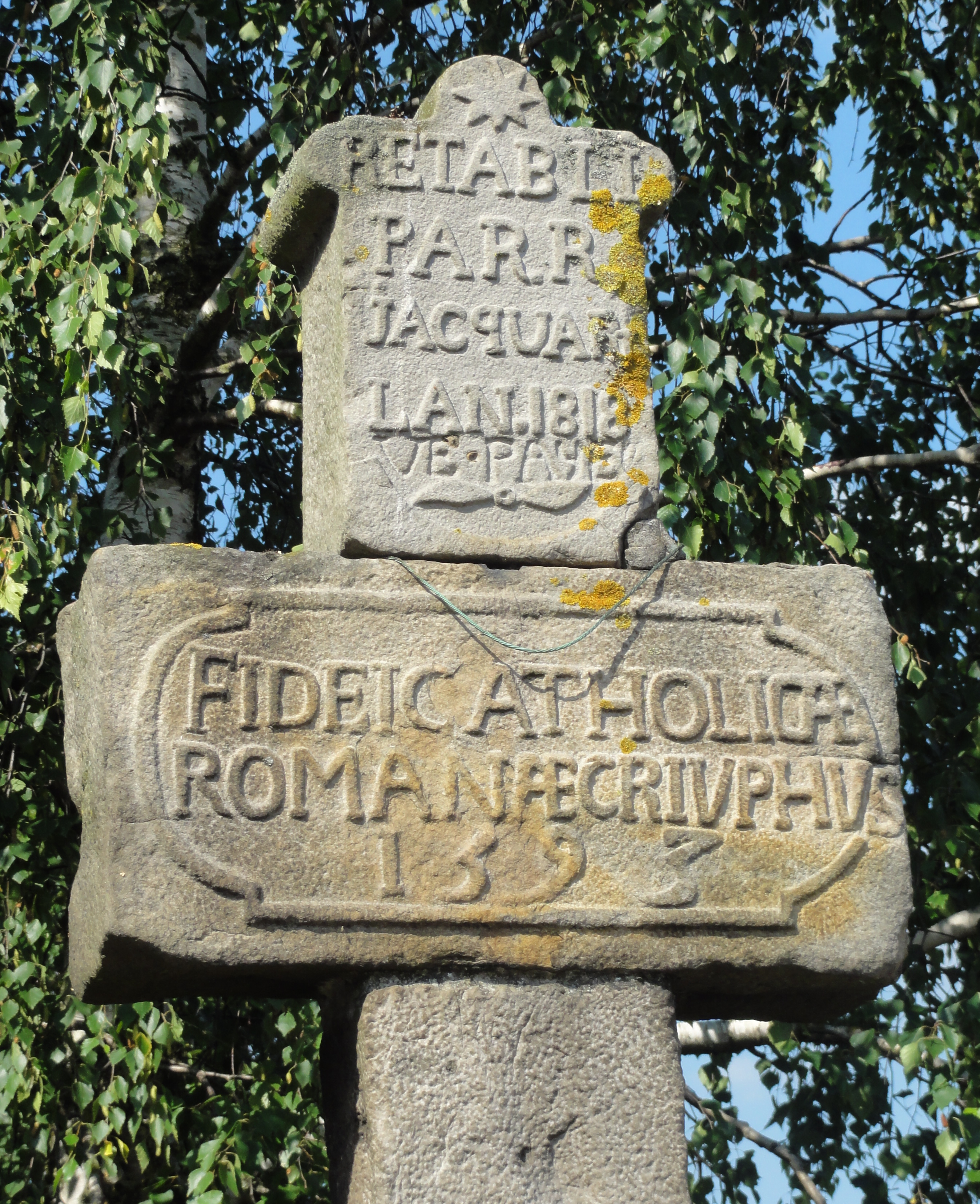
Vue de la partie haute.
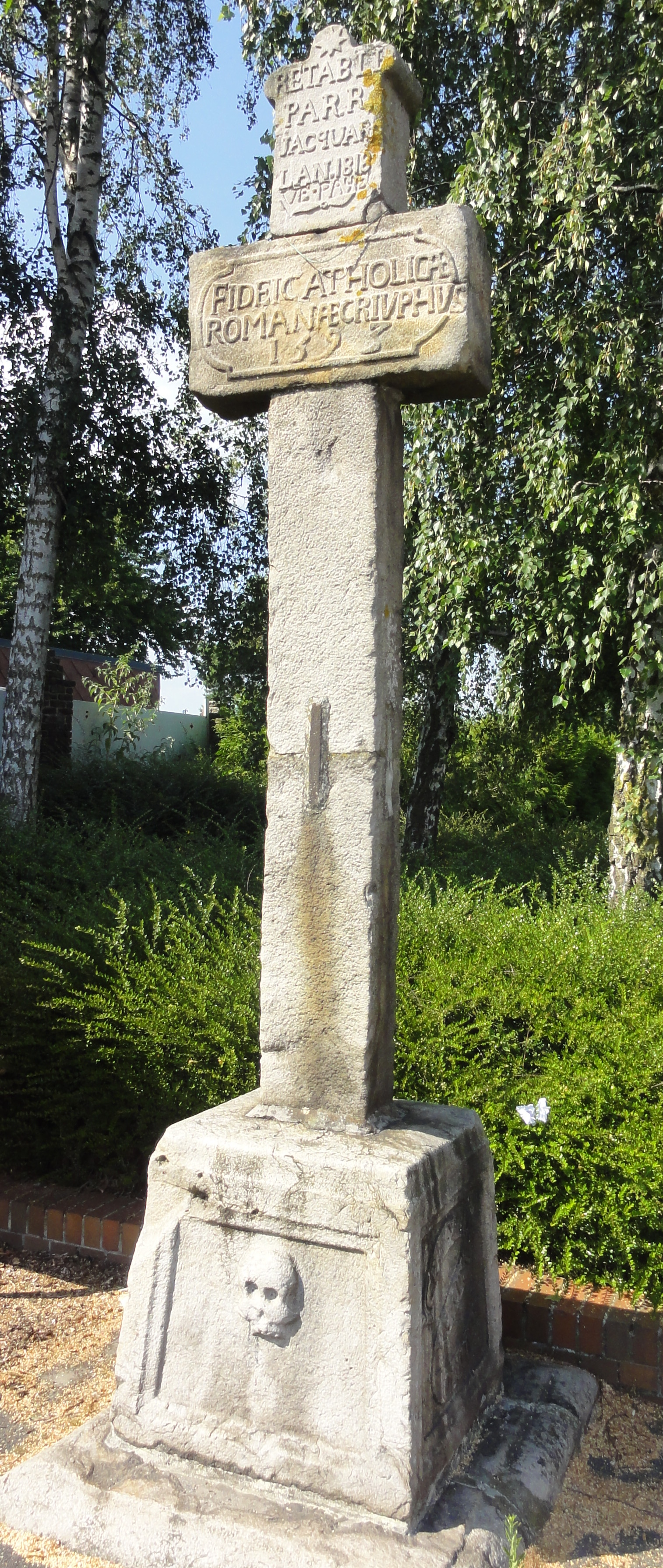
Vue générale.
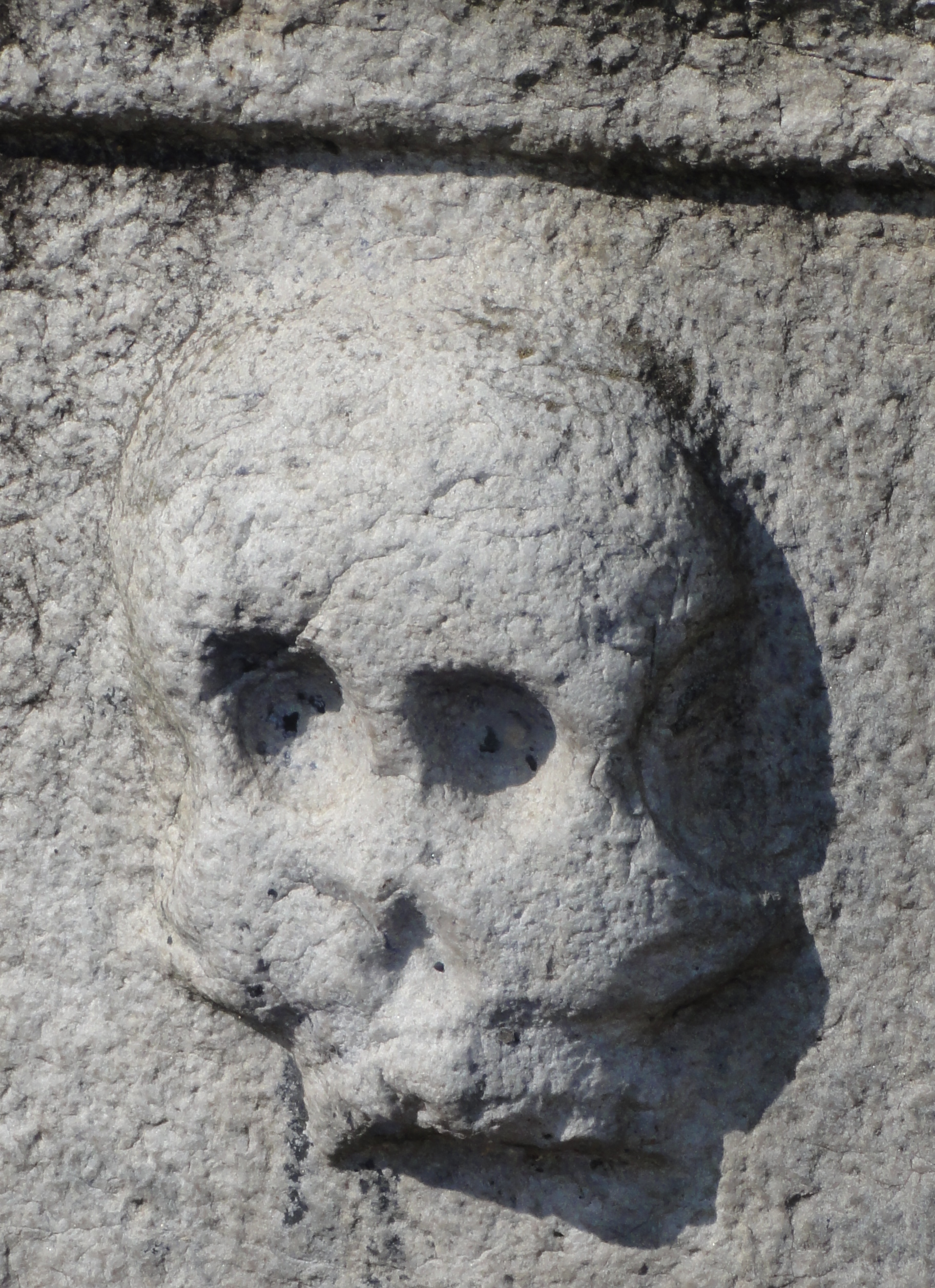
Vue d'une tête de mort sur le socle.
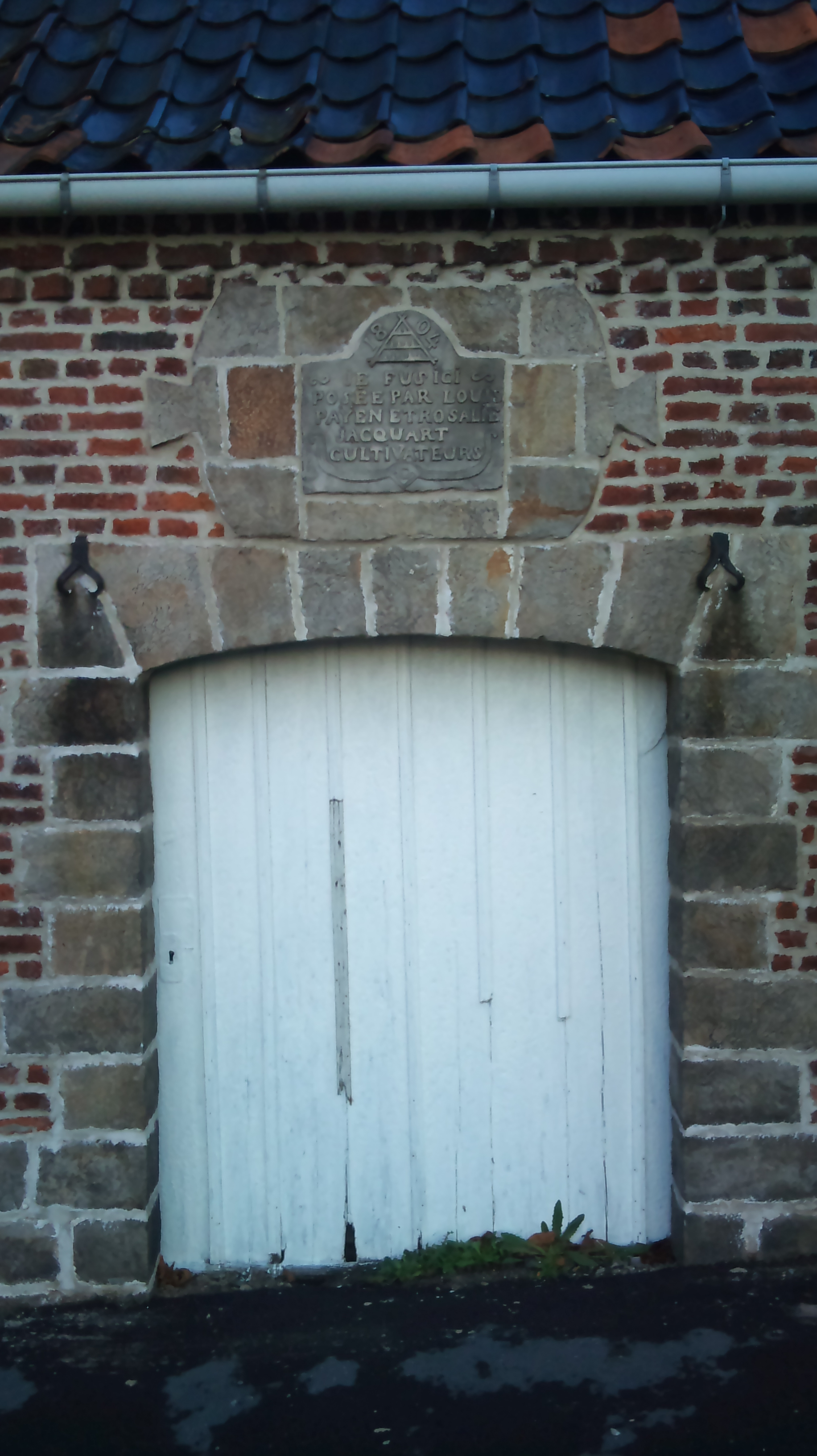
Pierre posée sur l'église par Louis Payen et Rosalie Jacquart.